# Chalte Chalte

Chalte Chalte  est un film indien réalisé par Aziz Mirza et produit par Dreamz Unlimited, Aziz Mirza, Juhi Chawla et Shahrukh Khan en 2003.

## Synopsis
Raj vit heureux entouré d'une bande de copains, dans un quartier populaire. Priya vit dans une famille aisée. Raj rencontre Priya et la fait beaucoup rire, mais elle doit partir se marier avec un ami d'enfance, en Grèce. Pendant le chemin, Raj et Priya tombent amoureux, plus tard ils se marient et tout le monde est heureux. Mais le mariage marque le vrai début de l'histoire : avec la vie à deux, les choses se compliquent quelque peu. Si Priya s'adapte facilement à un milieu plus simple que celui qu'elle connaissait, Raj et son caractère emporté ont des progrès à faire pour que ce mariage dure pour le meilleur et pour le pire…

## Fiche Technique
- Titre : Chalte Chalte
- Genre : Dramatique/Romantique
- Langues : Hindî, Anglais
- Réalisateur : Aziz Mirza
- Producteurs : Aziz Mirza, Juhi Chawla, Shahrukh Khan et Dreamz Unlimited
- Scénaristes : Aziz Mirza, Robin Bhatt
- Pays : Inde
- Année : 2003
- Compositeurs : Jatin-Lalit & Aadesh Shrivastava
- Parolier : Javed Akhtar
- Chorégraphe : Farah Khan
- Durée : 167 minutes

## Distribution
- Shahrukh Khan : Raj Mathur
- Rani Mukerji : Priya Chopra
- Jas Arora: Sameer
- Satish Shah : Manubhai
- Jayshree T. : Mme Manubhai
- Rajeev Verma : M. Chopra
- Lillete Dubey : Anna Mausi (la tante de Priya)
- Johnny Lever : Nandu (le clochard)
- Jameel Khan : le policier
- Suresh Menon : le commerçant
- Hyder Ali : le postier
- Suresh Bhagwat : Dhobi
- Dinyar Tirandaz : Irani
- Masood Akhtar : Paanwala
- Govind Khatri : le préposé au ménage

## Autour du film
- Chalte Chalte signifie « Pas à pas ».
- Rani Mukherjee a remplacé Aishwarya Rai.